# James Ewing
Pour les articles homonymes, voir Ewing.
James Stephen Ewing, né le 25 décembre 1866 à Pittsburgh et décédé le 16 mai 1943 à New York, est un pathologiste américain. Il fut le premier professeur de pathologie à l'université Cornell et devint célèbre avec la découverte d'une forme de tumeurs osseuses malignes connue plus tard comme le sarcome d'Ewing.